# Wilton Rebolo
Pas d'image ? Cliquez ici

a Compétitions nationales et continentales officielles uniquement.

b Matchs officiels uniquement.
Dernière mise à jour le 28 juin 2024.
Wilton Rebolo (parfois connu sous le surnom de Nelson), né le 2 août 1995 à São José dos Campos (Brésil), est un joueur international brésilien de rugby à XV. Il évolue au sein de la franchise du RFC Los Angeles en Major League Rugby. 

## Biographie
Wilton Rebolo est formé au Mastodontes Catanduva Rugby. Pendant sa période au club, il connaît les sélections brésiliennes moins de 18 et moins de 20 ans,,. En 2015, il est convoqué pour des sessions d'entraînement avec l'équipe du Brésil en début de saison. 
En cours d'année civile, il quitte son club formateur pour rejoindre le São José RC, puis obtient sa première sélection face à l'Allemagne. Après avoir obtenu avec l'équipe du Brésil l'accession à l'élite du rugby américain, il participe au premier ARC en 2016. 
Après l'ARC 2017, et une victoire historique face au Canada, il quitte São José et rejoint les Band Saracens (pt).
En 2018, il participe à une journée de détection organisée par la Major League Rugby à destination des joueurs sud-américains, mais n'est pas signé par un club. En 2019, il quitte les Band Saracens et rejoint le Pasteur Athletique Club (pt).
Finalement en 2020, il signe un contrat en MLR : il rejoint les Herd d'Austin, rapidement renommés Gilgronis. Il dispute la présaison avec le club, mais se blesse et ne peut disputer aucun match officiel. Pour la saison 2021, il s'engage avec le Rugby United New York.
Au mois de novembre 2022, la franchise australienne de la Western Force, évoluant en Super Rugby, annonce la signature de Rebolo pour la saison 2023. Il devient le premier brésilien à évoluer dans ce championnat. En juin 2023, il dispute sa première rencontre avec sa nouvelle équipe en tant que titulaire, après la blessure de son coéquipier Santiago Medrano peu avant le match, devenant donc le premier brésilien à disputer une rencontre de Super Rugby.

## Statistiques

### En sélection à XV
| Année | Compétition            | Matchs | Points | Essais | Transf. | Drops | Pénal. |
| ----- | ---------------------- | ------ | ------ | ------ | ------- | ----- | ------ |
| 2015  | Test                   | 1      | -      | -      | -       | -     | -      |
| 2015  | Sudamericano de Rugby  | 1      | -      | -      | -       | -     | -      |
| 2016  | ARC                    | 5      | -      | -      | -       | -     | -      |
| 2016  | Sudamericano de Rugby  | 1      | -      | -      | -       | -     | -      |
| 2016  | Tests                  | 2      | -      | -      | -       | -     | -      |
| 2017  | ARC                    | 5      | -      | -      | -       | -     | -      |
| 2018  | ARC                    | 3      | -      | -      | -       | -     | -      |
| 2018  | Sudamericano de Rugby  | 3      | -      | -      | -       | -     | -      |
| 2018  | Tests                  | 1      | -      | -      | -       | -     | -      |
| 2019  | ARC                    | 4      | -      | -      | -       | -     | -      |
| 2019  | Test                   | 3      | 5      | 1      | -       | -     | -      |
| 2020  | Test                   | 2      | -      | -      | -       | -     | -      |
| 2021  | Qualification RWC 2023 | 2      | -      | -      | -       | -     | -      |
| Total | Total                  | 33     | 5      | 1      | -       | -     | -      |

| Essai | Adversaire | Lieu                        | Compétition | Date         | Résultat | Score |
| ----- | ---------- | --------------------------- | ----------- | ------------ | -------- | ----- |
| 1     | Roumanie   | Stade Jayme Cintra, Jundiaí | Test        | 15 juin 2019 | Défaite  | 21-22 |